# Piège à clics

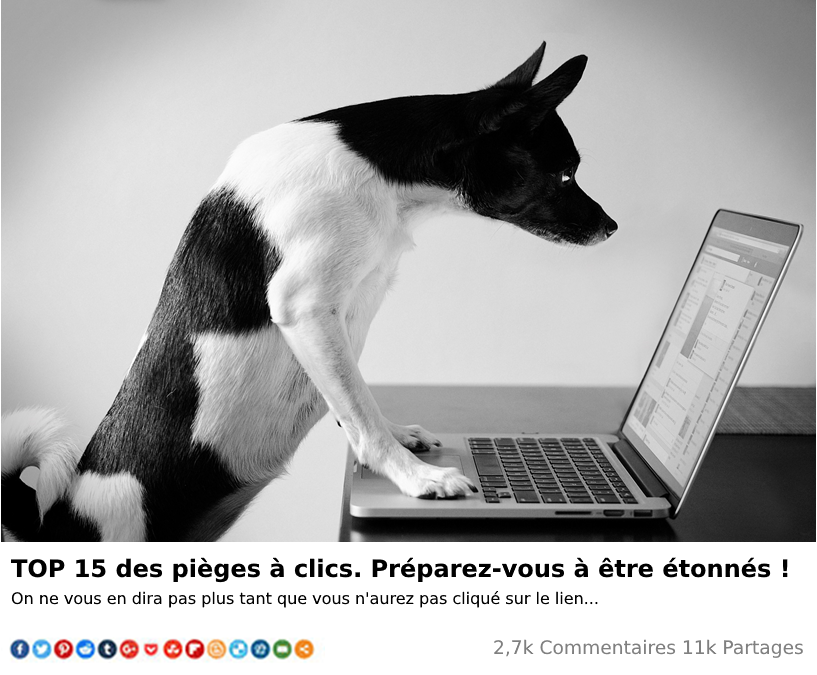
Exemple de « piège à clics ».

Un piège à clics,, ou attrape-clics, (en anglais clickbait [ˈklɪkbeɪt] : « appât à clics »), appelé vulgairement une pute à clics, pute-à-clics ou putaclic, est un contenu web destiné exclusivement à attirer le maximum de passages d'internautes afin de générer des revenus publicitaires en ligne. Il a pour but de rapporter de l'argent au créateur de l'article. Pour ce faire, celui-ci s'appuie sur un titre racoleur, voire mensonger, et sur des éléments sensationnels ou émotionnels au détriment de la qualité ou de l'exactitude, basculant éventuellement vers la fausse information. Le piège à clics sert à attirer les clics à peu de frais et à encourager le partage de son contenu sur les réseaux sociaux.

## Principe
Les pièges à clics exploitent le fait que les gens sont curieux de nature (technique du curiosity gap, « écart de curiosité », expression forgée par George Loewenstein). Les clickbaits fournissent assez d'information pour éveiller la curiosité des gens mais pas assez pour la combler, afin d'inciter les lecteurs à cliquer sur le lien associé pour en savoir plus,,.
Les pièges à clics exploitent la psychologie pour attirer le maximum de personnes. Ils utilisent les émotions. Les créateurs définissent une cible puis choisissent les couleurs, les images, les titres accrocheurs les plus enclins à engendrer le maximum de clics.
On trouvera ainsi souvent des titres sensationnalistes, mystérieux, courts, concis et directs tels que « Vous ne croirez jamais ce qui arrive à cette personne quand… », « Le Top 10 des plus… Le 3e est incroyable ! », souvent accompagnés de visuels racoleurs, mettant éventuellement en scène des jeunes femmes peu vêtues.

## Histoire et réactions
Au début des années 2010, l'omniprésence des pièges à clics sur Internet a eu un impact négatif sur l'image qu'ont les internautes de cette technique,.
Il est aujourd'hui difficile de dresser une liste de tous les médias en ligne qui utilisent ce type de titres, tant il est ancré dans le modèle économique.
En août 2014, Facebook a annoncé qu'il prenait des mesures, notamment le changement de son algorithme, pour réduire l'efficacité des contenus « attrape-clics » dans les fils d'actualité des utilisateurs de son réseau social,,. Entre autres mesures, Facebook utilise le temps passé par un utilisateur sur une page pour mesurer la qualité de la page.
Une enquête des « décodeurs » du journal Le Monde a identifié fin 2018 un informaticien français du nom de Johann Fakra comme la tête d'un réseau d'une trentaine de sites clickbait de désinformation comprenant des sites et comptes Facebook de fausses informations à tendance sensationnaliste (Paye ton smile, Tranche de rire…), des sites complotistes (Cadoitsesavoir.fr, Onsaitcequonveutquonsache.com – supprimé en 2018 à la suite d'enquêtes –, La vérité sur notre monde, Réveillez-vous, Libre info, Esprits libres…) ou encore des sites de fausses informations de santé (Alter santé, Le Mag Santé, A ta bonne santé, Osons rêver d'un monde meilleur…). La santé est en effet l'un des secteurs les plus touchés par les infox (fake news) des pièges à clics, avec des sites et fils Facebook très courus comme Santé+Magazine (site détenu par un ancien cuisinier reconverti dans l'e-business) avec plus de 7 millions d'abonnés, mais aussi Santenatureinnovation.com, Sante-nutrition.org ou Topsante.org, tous massivement partagés par des internautes naïfs. Aucun de ces sites n'est tenu par des médecins diplômés (ou même un quelconque personnel médical qualifié), et une grande partie appartiennent à des officines opaques utilisant de fausses identités et de fausses adresses de siège social.